# Wanacipta
Wanacipta is een bestuurslaag in het regentschap Banjarnegara van de provincie Midden-Java, Indonesië. Wanacipta telt 366 inwoners (volkstelling 2010).